# Difterie

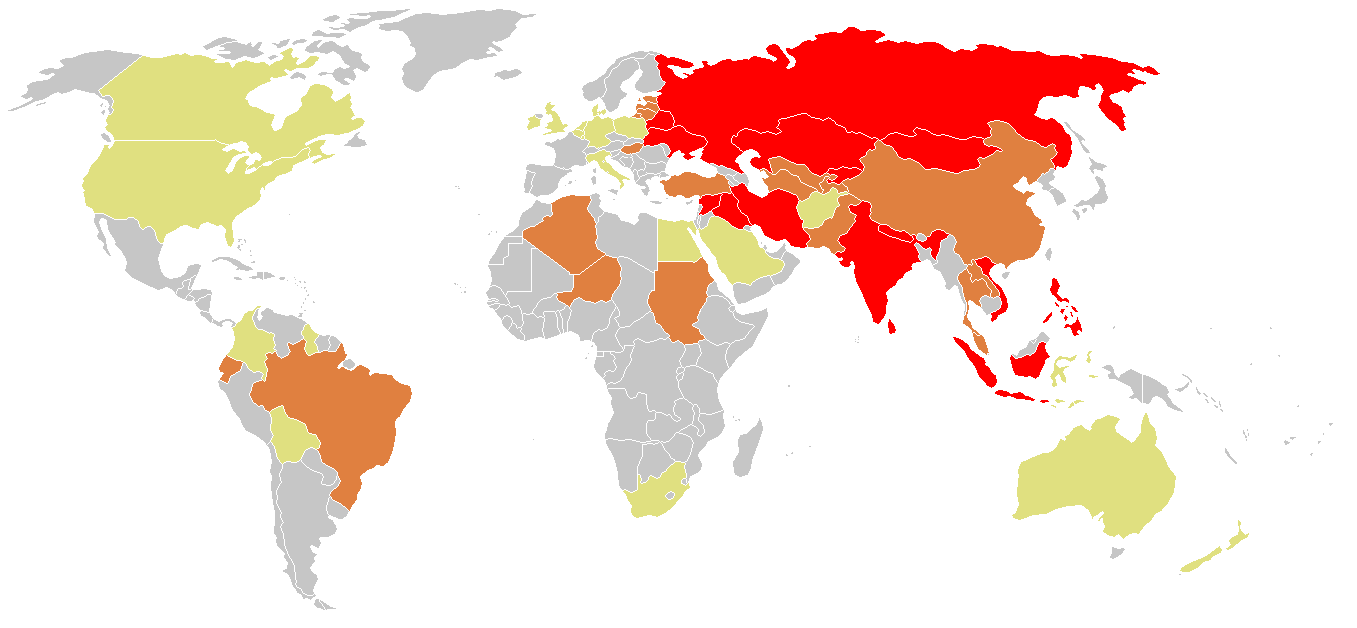
Extinderea bolii pe glob (1997)

Difteria este o boală infecțioasă și contagioasă a căilor respiratorii, produsă de bacilul Loeffler (Corynebacterium diphtheriae) și care se manifestă îndeosebi la copii. Este o boală gravă la care complicațiile pot duce la cazuri mortale. Pentru prevenirea bolii există un vaccin eficient.

## Istoric
Boala a fost numită astfel de către medicul francez Pierre Fidèle Bretonneau (1778 - 1862), care a preluat termenul din limba greacă: διφθέρα - diphthéra = membrane. Numele a fost dat după pseudomembranele difterice care apar pe mucoasele distruse de boală.